# Новоспасск (Заинский район)
Новоспасск — село в Заинском районе Татарстана. Административный центр Новоспасского сельского поселения.

## География
Находится на реке Лесной Зай приблизительно в 20 км к юго-востоку от города Заинск.

## История
Основано в конце XVIII века. Упоминалось также как Новый Бусеряк. В 1842 году была построена Спасская церковь. Имеется дом помещика А. П. Мельгунова.
В селе родился и вырос советский и российский астроном, гравиметрист, приборостроитель и педагог, доктор физико-математических наук, профессор — Валерий Леонтьевич Пантелеев.

## Население
Постоянных жителей было: в 1858—549, в 1870—721, в 1897—810, в 1913—825, в 1920—926, в 1926—820, в 1938—774, в 1949—504, в 1958—650, в 1970—511, в 1979—429, в 1989—374, в 2002—375 (русские 83 %), в 2010 — 335 человек.